# ژوزف محمود
ژوزف محمود (فرانسوی: Joseph Mahmoud‎؛ زادهٔ ۱۳ دسامبر ۱۹۵۵) دونده اهل فرانسه است.
وی همچنین برندهٔ جوایزی همچون لژیون دونور (شوالیه) شده‌است.
وی در مسابقات کشوری و بین‌المللی در مجموع برندهٔ ۱ مدال نقره شده‌است.